# Франческа да Ріміні (Чайковський)

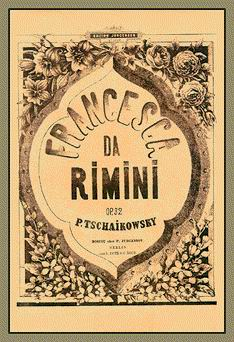
Титульний лист «Франчески да Ріміні» П. І. Чайковського

Фанта́зія «Франче́ска да Рімі́ні» op. 32 — симфонічна поема Петра Ілліча Чайковського, заснована на сюжеті з «Божественної комедії» Данте («Пекло», пісня 5-а), що розповідає про трагічну любов одруженої юної Франчески до Паоло (молодшого брата її чоловіка) і відплату, що їх спіткала. Присвячена С. І. Танєєву.
Склад оркестру включає 3 флейти (піколо), 2 гобої, 2 англійських ріжка, 2 фаготи, 2 корнети, 2 труби, 4 валторни, 3 тробмони, тубу, литаври, великий барабан, тарілки, там-там, арфу і групу струнних. Тривалість — близько 25 хвилин.
Крайні розділи фантазії малюють вихори пекла і стогони грішників (зменшені септакорди, інтонації lamento, бурхливі пасажі).
У центрі композиції — «розповідь Франчески» (соло кларнета) — зразок виразної, протяжної і пристрасної кантилени Чайковського. Вона починається просто і сумно, а потім розвивається хвилеподібно, з секвенційного підйомами і спадами.
Варіаційний розвиток теми призводить до світлого ліричного епізоду «читання книги» (читаючи книгу про лицаря Ланцелота, закохані відкрили свої почуття), а потім настає трагічна розв'язка.